# Kazimierówka (Solec nad Wisłą)
Kazimierówka – dawna część miasta Solec nad Wisłą w Polsce, położona w województwie mazowieckim, w powiecie lipskim, w gminie Solec nad Wisłą.
Miejscowość stała się częścią miasta wraz z uzyskaniem przez Solec nad Wisłą praw miejskich 1 stycznia 2021 r., wcześniej miejscowość była przysiółkiem wsi Solec nad Wisłą.
W latach 1975–1998 przysiółek administracyjnie należał do województwa radomskiego.
Nazwę zniesiono z 2023 r.
Przysiółek położony jest przy lesie, ok. 3 km na zachód od Solca. Miejscowość powstała w latach 1891-92. Nazwa pochodzi od imienia pierwszego mieszkańca - Kazimierza Zychowicza. W okresie międzywojnia mieszkało w niej ok. 100 osób i funkcjonowała cegielnia. W II poł. XX w. miejscowość stopniowo pustoszała. Do 1984 r. miejscowość miała połączenie autobusowe z Solcem. W 2004 r. zameldowane w niej były 4 osoby. Obecnie Kazimierówka to miejscowość wyludniona.